# 科雷切夫河
科雷切夫河（俄语：Колычева）是俄羅斯的河流，位於堪察加半島，河道全長約30公里，河水主要來自融雪和雨水，最終注入堪察加河，是鮭魚的產卵地。